# ユー・オールウェイズ・ハート・ザ・ワン・ユー・ラブ
ユー・オールウェイズ・ハート・ザ・ワン・ユー・ラブ(You Always Hurt the One You Love)はポップスのスタンダード曲。作詞Allan Roberts、作曲Doris Fisher。多くの演奏があり、2010年の映画『ブルー・バレンタイン』で主役のライアン・ゴスリングが歌った。

## Mills Brothersのバージョン

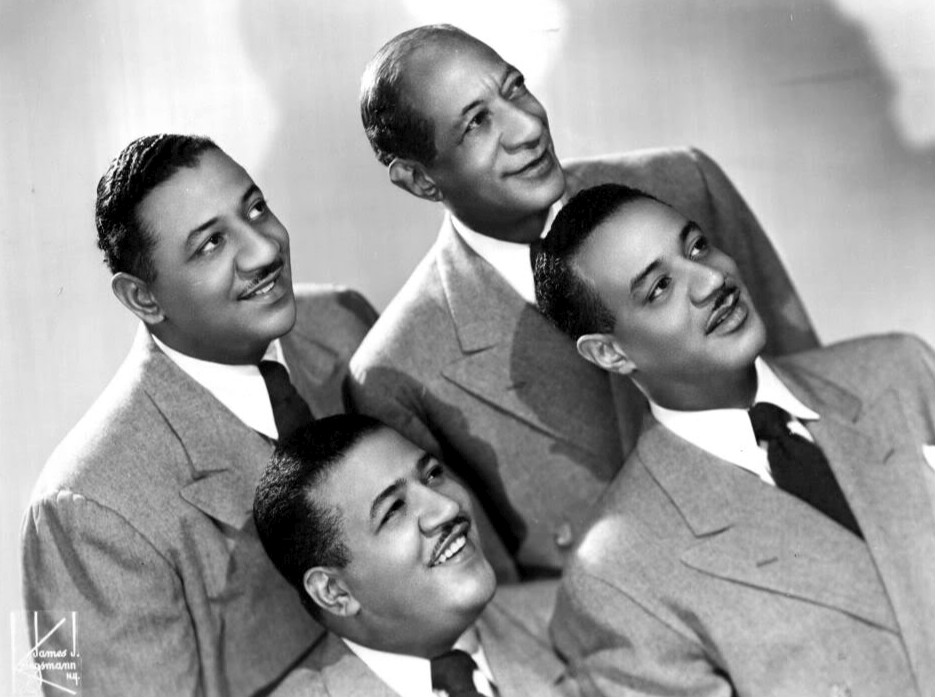

The Mills Brothersの録音はデッカ・レコードから18599番シングルとして発売された。
1944年にビルボードでポップ一位になり、20週間（5ヶ月）チャートに残った。
Harlem Hit Paradeでも5位だった。
B面の『Till Then』もトップ10になり、両面ヒットだった。

## カバー・バージョン
- Moon MullicanとCliff Bruner
- コニー・フランシス ：1959年にイギリスで13位。[2]
- ファッツ・ドミノ,
- The Impressions,
- Molly Nilsson,
- George Maharis,
- Frankie Laine,
- リチャード・チェンバレン：シングル"Rome Will Never Leave You"のB面だった。
- ペギー・リー,
- Maureen Evans,
- Michael Bublé,
- Kay Starr,
- Hank Thompson,
- リンゴ・スター ：1970年のスタンダード曲カバー・アルバム『Sentimental Journey』でカバー。[3]

- Molly Nilsson
- クラレンス・"フロッグマン"・ヘンリー:1961年にトップ20になった。

- Spike Jones：パロディー・カバー

## 参照
1. ↑  Whitburn, Joel (2004). Top R&B/Hip-Hop Singles: 1942-2004. Record Research. p. 402
2. ↑  Ron Roberts: Connie Francis Discography 1955–1975),
3. ↑  Miles, Barry (1998). The Beatles a Diary: An Intimate Day by Day History. London: Omnibus Press. ISBN 9780711963153